# Pszczyna
Pszczyna (njemački: Pleß) je grad na jugu Poljske, u povijesnoj regiji Gornja Šleska, na rijeci Pszczyni. Pripada Šleskome vojvodstvu, administrativno je središte Pszczyniskog kotara te gradsko-seoske općine. Prema podacima iz 2010. godine grad ima 25.415 stanovnika.

## Vanjske poveznice
- (polj.) (engl.) (njem.) Službena stranica
- (polj.) (engl.) Pszczyna informativni ured
- (polj.) Pszczyna Muzej
- (polj.) Povijest imena grada  Arhivirana inačica izvorne stranice od 19. srpnja 2008. (Wayback Machine)